# نظرية الفلم النسوي
نظرية الفيلم النسوي هي نظرية نقد سينمائي تنحدر من السياسات النسوية والنظرية النسوية المتأثرة بنسوية الموجة الثانية، ظهرت في سبعينيات القرن العشرين في الولايات المتحدة. مع تطور الأفلام بمرور السنوات، تطورت نظرية الفيلم النسوي وتغيرت لتحليل الطرق الحالية للفيلم وأيضًا للرجوع إلى تحليل الأفلام القديمة. للنسوية عدة توجهات في التحليل السينمائي، منها تحليل عناصر الفيلم وأسسه النظرية.

## التاريخ
تأثر تطور نظرية الفيلم النسوي بالموجة النسوية الثانية ودراسات المرأة في ستينيات وسبعينيات القرن العشرين. اعتمدت نظرية الفيلم النسوي في بداية سبعينيات القرن العشرين في الولايات المتحدة الأمريكية بشكل عام على النظرية السوسيولوجية وركزت على مهمة الشخصيات النسائية في طرق سرد الأفلام أو نوعها الفني. تحلل نظرية الفيلم النسوي، مثل كتاب فشار فينوس: نساء، وأفلام، والحلم الأمريكي (بالإنجليزية: Popcorn Venus: Women, Movies, and the American Dream) (1973) لمارجوري روزين، وكتاب من الاحترام إلى الاغتصاب: معاملة النساء في الأفلام (بالإنجليزية: From Reverence to Rape: The Treatment of Women in Movies) لمولي هاسكل، الطرق التي تُصوَّر فيها النساء في الافلام، ومدى ارتباط ذلك بسياق تاريخي أكثر شمولية. بالإضافة إلى ذلك، يتفحص النقّاد النسويون الصور النمطية الشائعة المعروضة في الافلام أيضًا، وإلى أي مدى عُرضت النساء بطريقة إيجابية أو سلبية، ومدة ظهور النساء في الفيلم.
على النقيض من ذلك، اهتم الباحثون في الجانب النظري للأفلام في إنجلترا بالنظرية النقدية، ونظرية التحليل النفسي، وعلم العلامات، والماركسية. في النهاية، اكتسبت هذه الأفكار شعبية في المجتمع العلمي الأمريكي في ثمانينيات القرن العشرين. ركزت التحليلات بشكل عام على معنى نص الفيلم والطريقة التي يبني فيها النص موضوع الفيلم. درست أيضًا كيفية تأثير عملية الإنتاج السينمائي على طريقة عرض النساء في الأفلام وتعزيز التمييز الجنسي.
تأثرت الباحثة في نظريات الفيلم النسوي البريطانية، لورا مولفي، المعروفة بمقالتها «المتعة البصرية والسينما السردية» التي كُتبت عام 1973 ونُشرت عام 1975 في مجلة نظرية الأفلام البريطانية المؤثرة سكرين (بالإنجليزية: Screen)، بنظريات سيغموند فرويد وجاك لاكان. تُعتبر مقالة «المتعة البصرية» إحدى أول المقالات الرئيسية التي ساعدت على تغيير توجه نظرية الفيلم باتجاه إطار عمل تحليل نفسي. قبل مولفي، استخدم الباحثون في نظرية الفيلم مثل جان لويس بودري وكريستيان ميتز أفكار التحليل النفسي في تقاريرهم النظرية الخاصة بالسينما. على أي حال، أدت مساهمة مولفي إلى بدء التقاطع بين نظرية الفيلم، والتحليل النفسي، والنسوية.
عام 1976، نشرت مجموعة من طلاب الدراسات العليا تتضمن جانيت بيرغستروم، وساندي فليترمان، وإليزابيث ليون، وكونستانس بينلي مجلة الكاميرا الغامضة (بالإنجليزية: Camera Obsecurea) للتحدث عن وضع المرأة في الأفلام، لكنهن استبعدن من تطوير تلك الأفلام أو أنهن أُزلن من العملية. ما زالت مجلة الكاميرا الغامضة تُنشر حتى اليوم من قبل مطبعة جامعة ديوك (بالإنجليزية: Duke University Press) وانتقلت من تناول نظرية الفيلم فقط إلى الدراسات الإعلامية أيضًا.
تنبع بعض التأثيرات الرئيسية من مقالة «تعريف، مرآة» من كتاب الدال المُتخيل (بالإنجليزية: The Imaginary Signifier) لميتز، إذ يناقش فيه فكرة أن مشاهدة فيلم ما ممكنة فقط عن طريق شبق النظر (أي المتعة المستمدة من النظر، والمرتبطة بشهوة التلصص)، والتي تتجسد بأفضل طريقة ممكنة في الأفلام الصامتة. وفقًا لسينثيا إيه. فريلاند في مقالة «إطارات نسوية لأفلام الرعب» أيضًا، ركزت الدراسات النسوية لأفلام الرعب على الديناميكا النفسية التي يكون موضع الاهتمام الرئيسي فيها هو «دوافع واهتمامات المشاهدين عند مشاهدة أفلام الرعب».
مع بداية ثمانينيات القرن العشرين، بدأت نظرية الفيلم النسوي بالنظر إلى الفيلم بعدسات أكثر تقاطعًا. نشرت صحيفة الأفلام جامب كات (بالإنجليزية: Jump Cut) مقالة مميزة بعنوان «مثليات الجنس والأفلام» عام 1981، التي درست الافتقار إلى مثليات الجنس في الأفلام. درست جاين غاينز في مقالتها «امتيازات البيض وعلاقات بصرية: العرق والجنس في نظرية الفيلم النسوي» تغييب صنَّاع الأفلام البيض للنساء ذوات البشرة الملونة في الأفلام السينمائية. تناقش لولا يونغ فكرة فشل صانعي الأفلام من جميع الأعراق في التخلص من استخدام الصور النمطية المتعبة عند تصوير النسوة من ذوات البشرة الملونة. تُعتبر بيل هوكس وميشيل والاس من بين دارسات النظريات اللواتي كتبن عن نظرية الفيلم النسوي والعرق.
بدءًا من عام 1985، طورت النظرية المرتبطة بالفيلم النسوي المختصة بالفنان والتحليل النفسي التي وضعتها براتشا إل. إتينغر نظرية الفيلم النسوي. أسس المفهوم الوارد في كتابها نظرة عن نظرية الفيلم النسوي (بالإنجليزية: The Matrixial Gaze) نظرة نسوية، وأكدت اختلافاتها عن النظرة الوذرية وعلاقتها بالأنوثة، بالإضافة إلى خصوصيات أمومية وفرص في «التعايش»، كما أنه يقدم نقدًا للتحليل النفسي الخاص بسيغموند فرويد وجاك لاكان الذي يُستخدم بشكل مكثف في تحليل مخرجات مثل شانتال أكرمان للأفلام، بالإضافة إلى مخرجين ذكور مثل بيدرو ألمودوبار. يضع كتاب نظرة عن نظرية الفيلم النسوي المرأة في موقع الفاعل وليس المفعول به، وفي الوقت نفسه يحلل بنية الفاعل نفسه، ويقدم حدود الزمان والمكان، وإمكانية للتعاطف والمراقبة. تؤكد أفكار إتينغر الروابط بين الجماليات، والأخلاق، والصدمات.
وسّع العلماء عملهم مؤخرًا ليتضمن تحليل التلفزيون والإعلام الرقمي. بالإضافة إلى ذلك، بدأوا في اكتشاف مفاهيم الاختلاف، والانخراط في حوارات حول الاختلافات بين النساء (كجزء من الابتعاد عن الجوهرية في العمل النسوي بشكل عام)، واكتشفوا المنهجيات ووجهات النظر العديدة التي تتضمنها نظرية الفيلم النسوي، والنظريات العديدة والتأثيرات المقصودة التي تؤثر على تطور الأفلام. يتبنى العلماء وجهات نظر عالمية بشكل متزايد ردًّا على انتقادات ما بعد الاستعمارية للنظرية المركزية الأنجلو أوروبية في الأكاديمية بشكل عام. تم التركيز بشكل أكبر على «النسوية المتفاوتة، والقومية، والإعلام في أماكن متعددة، والمجموعات العرقية والإثنية في طبقات متعددة في جميع أنحاء العالم». اهتم العلماء في السنوات الأخيرة بالنساء في صناعة الأفلام الصامتة أيضًا، وباستبعادهن من تلك الأفلام، وبأجساد النساء وكيفية تصويرهن في الأفلام. صنّف علماء مثل ريتشل سكاف مشروع روّاد أفلام المرأة (بالإنجليزية: Women’s Film Pioneer Project) لجاين غاينز، وهو عبارة عن قاعدة بيانات للنسوة العاملات في فترة صناعة الأفلام الصامتة، كإنجاز رئيسي في التعريف بالنساء الرائدات في مجال الأفلام الصامتة والناطقة.
يعتقد العديدون في السنوات الأخيرة أن نظرية الفيلم النسوي في طريقها إلى الزوال بسبب التغطية الكبيرة للدراسات والنظرية الإعلامية. نظرًا لتطور هذه المجالات، تكيف إطار العمل الذي أنشأته نظرية الفيلم النسوي ليلائم تحليل أشكال أخرى من الإعلام.

## موضوعات رئيسية

### الواقعية والسينما العكسية
كان عمل مارجوري روزن ومولي هاسكل عن تصوير المرأة في الأفلام جزءًا من الحركة التي تتناول تصوير المرأة بشكل أكثر واقعية في الأفلام الوثائقية والسردية. اعتُبر الظهور المتزايد للنساء في صناعة الأفلام خطوة إيجابية باتجاه جعل هذا الهدف أكثر واقعية، عن طريق لفت الانتباه إلى القضايا النسوية ووضع نظرة بديلة وحقيقية للمرأة. على أي حال، تناقش كل من روزن وهاسكل فكرة أن هذه الصور ما تزال تعتمد على العوامل نفسها الموجودة في الأفلام التقليدية، مثل «الكاميرا المتحركة، والنص، والتحرير، والإضاءة، وجميع أنواع الأصوات».